# Ohms (singolo)
Ohms è un singolo del gruppo musicale statunitense Deftones, pubblicato il 21 agosto 2020 come primo estratto dall'album omonimo.
Il brano ha ricevuto una candidatura ai Grammy Awards 2022 nella categoria Best Rock Performance.

## Descrizione
Si tratta del brano conclusivo del disco e ha avuto origine da un'idea di 12 minuti creata dal chitarrista Stephen Carpenter e inviata via e-mail al cantante Chino Moreno, che l'ha successivamente lavorata e rielaborata insieme ai restanti componenti del gruppo, un processo definito difficoltoso dal batterista Abe Cunningham a causa della «grandiosità» del riff di chitarra. Il testo, invece, rappresenta un riassunto delle tematiche affrontate nei restanti brani dell'album ma anche una riflessione verso la vita di ogni persona e ciò che la circonda:
(Chino Moreno intervistato da NME in occasione dell'uscita del singolo)

## Video musicale
Il videoclip, diretto da Rafatoon, mostra scene del gruppo intento a eseguire il brano con altre in cui viene mostrato un mondo distopico con protagonisti due persone senza volto.

## Tracce
Testi di Chino Moreno, musiche dei Deftones.
1. Ohms – 4:10

## Formazione
Hanno partecipato alle registrazioni, secondo le note di copertina di Ohms:
Gruppo
- Chino Moreno – voce, chitarra
- Stephen Carpenter – chitarra
- Sergio Vega – basso
- Frank Delgado – tastiera, campionatore
- Abe Cunningham – batteria

Produzione
- Terry Date – produzione, registrazione, missaggio
- Deftones – produzione
- Andy Park – registrazione
- Matt Tuggle – assistenza tecnica
- Howie Weinberg – mastering
- Will Borza – mastering

## Classifiche
| Classifica (2020)                | Posizione massima |
| -------------------------------- | ----------------- |
| Stati Uniti (alternative)        | 40                |
| Stati Uniti (hard rock)          | 2                 |
| Stati Uniti (mainstream rock)    | 3                 |
| Stati Uniti (rock & alternative) | 31                |

## Date di pubblicazione
| Paese                 | Data di pubblicazione | Formato           |
| --------------------- | --------------------- | ----------------- |
| Mondo                 | 21 agosto 2020        | Download digitale |
| Stati Uniti d'America | 25 agosto 2020        | Airplay           |